# Montgueux
Montgueux ist eine französische Gemeinde mit 388 Einwohnern (Stand 1. Januar 2022) im Département Aube in der Region Grand Est (vor 2016 Champagne-Ardenne). Die Gemeinde gehört zum Arrondissement Troyes und zum Kanton Saint-Lyé.

## Geographie
Montgueux liegt etwa zehn Kilometer westnordwestlich von Troyes. Umgeben wird Montgueux von den Nachbargemeinden Saint-Lyé im Norden und Nordosten, Barberey-Saint-Sulpice im Nordosten, La Chapelle-Saint-Luc im Nordosten und Osten, Torvilliers im Südosten und Süden, Messon im Südwesten sowie Macey im Westen und Nordwesten.

## Geschichte

### Bevölkerungsentwicklung
| 1962                       | 1968 | 1975 | 1982 | 1990 | 1999 | 2006 | 2019 |
| -------------------------- | ---- | ---- | ---- | ---- | ---- | ---- | ---- |
| 231                        | 231  | 274  | 346  | 360  | 372  | 409  | 388  |
| Quellen: Cassini und INSEE |      |      |      |      |      |      |      |

## Sehenswürdigkeiten
- Kirche Exaltation-de-la-Sainte-Croix

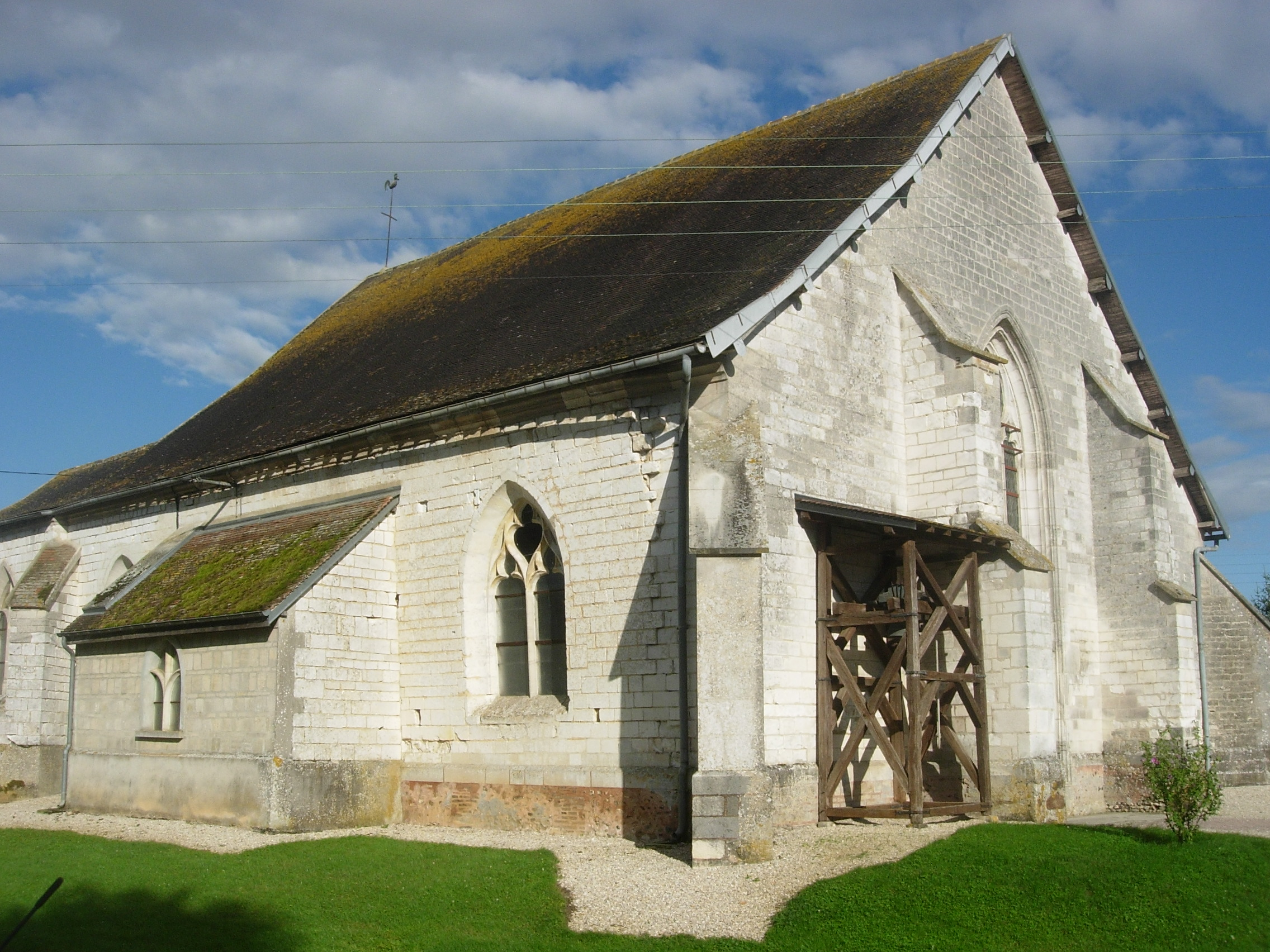
Kirche Exaltation-de-la-Sainte-Croix